# Yaron Matras
Yaron Matras (Chicago, 24 ottobre 1963) è un linguista inglese.

## Biografia
Yaron Matras è un linguista, specializzato nella lingua romaní e nei suoi dialetti.
Ha studiato linguistica generale ed arabo alla Università Ebraica di Gerusalemme (האוניברסיטה העברית בירושלים:ebraico) e lingue germaniche comparate all'Università di Tubinga, dove si è specializzato in biliguismo, sociolinguistica, dialettologia, lingue germaniche e lingue del Medio oriente.
Ha completato il Master ed il PhD all'Università di Amburgo, specializzandosi nella lingua curda e nell'analisi tipologica funzionale del Romanì, in seguito ha lavorato come docente e ricercatore all'università di Amburgo e come responsabile comunicazione di una ONG, prima di iniziare la sua collaborazione nell'Università di Manchester nel 1995 dove è attualmente professore alla "School of Languages, Linguistics and Cultures".
È editore di una rivista interdisciplinare "Romanì Studies" (ex "Journal of the Gypsy Lore Society"), membro della redazione della rivista "Empirical Approaches to Linguistic Typology", e della rivista "Special Languages".
È stato editore di "Romnews information Service" dal 1993 al 1995.
È consulente del Consiglio d'Europa e della Open Society Institute e della fondazione Next Page.

## Ricerche e studi
Le sue ricerche riguardano l'interfacciamento tra grammatica e discorso, l'approccio pragmatico-funzionale alle categorie grammaticali, alla tipologia linguistica, la lingua di contatto, il bilinguismo, l'antropologia linguistica e la dialettologia.
Le sue pubblicazione trattano argomenti che vanno dalla deissi alla variazione di ordine delle parole, dall'ergatività alla complementazione e coordinazione, le lingue miste, i prestiti linguistici e la grammaticalizzazione indotta dal contatto linguistico; nei suoi studi un importante approccio è dedicato alla grammatica descrittiva, alla dialettologia ed alla storia delle differenti lingue.
È specializzato nella linguistica del Romanì, nelle lingue mediorientali (curdo, domari, ebraico, turco, arabo, neo-aramaico, yiddish, ladino), nelle lingue germaniche e nei dialetti tedeschi.
I suoi interessi spaziano nei saggi sociolinguistici ed ha lavorato sulla standardizzazione delle lingue delle minoranze (il curdo ed il romanì) e sulle funzioni e composizioni strutturali delle lingue gergali e segrete (lekoudesch o ebraico dei commercianti di bestiame, jenisch e rotwelsch, anglo-romanì).
Una delle sue attuali aree di interesse riguarda gli aspetti linguistici del fenomeno delle migrazioni, della diaspora, della ibridità culturale e dei contributi che la linguistica può apportare per la creazione di una teoria disciplinare della ibridità.
Alcuni dei suoi lavori sono stati sviluppati e finanziati nell'ambito dei programmi dell'Arts and Humanities Research Council [AHRC] sulla "Convergenza della lingua ed aree linguistiche", e dall'Economic and Social Research Council (ESRC) sul "Luogo, mobilità e differenziazione del dialetto nel Romanì".
È uno degli iniziatori del progetto Romlex, un database lessicale multidialettale online che punta a conservare e tutelare la lingua romaní.
Altri progetti a cui ha preso parte includono il database sulla Morfo-Sintassi Romanì (progetto finanziato da ESRC, AHRC e Open Society Institute), ed un progetto sulle lingue miste (finanziato da AHRC).
Altre sue pubblicazioni sono un testo sul Romanì pubblicato nel 2002, lo studio sulle categorie grammaticali del Romanì del 1994, l'abbozzo di grammatica del basso-tedesco scritto con Gertrud Reershemius nel 2003, un testo sulle aree linguistiche scritto con April McMahon e Nigel Vincent nel 2005 e diverse edizioni di volumi sulla linguistica romanì.

### Collaborazioni
- 2007. with Jeanette Sakel. Grammatical borrowing in cross-linguistic perspective. Berlin: Mouton de Gruyter
- 2005. with April McMahon & Nigel Vincent. Linguistic areas: Convergence in historical and typological perspective. Houndmills: Palgrave-Macmillan.
- 2003. with Peter Bakker. The mixed language debate. Theoretical and empirical advances. Berlin: Mouton de Gruyter.
- 2002 with Geoffrey Haig. Kurdish linguistics. Special issue of Language Typology and Universals 55-1.
- 2000. with Viktor Elsík. Grammatical relations in Romani: the noun phrase. Amsterdam: Benjamins.
- 1999. with Kristine Bührig. Grammatiktheorie und sprachliches Handeln [Grammatical theory and linguistic activity]. Tübingen: Stauffenburg.
- 1998. The Romani element in non-standard speech. Wiesbaden: Harrassowitz
- 1997. with Peter Bakker and Hristo Kyuchukov. The typology and dialectology of Romani. Amsterdam: Benjamins

### Testi pubblicati in riviste accademiche
- 2007. with Hazel Gardner, Charlotte Jones, Veronica Schulman. Angloromani: A different kind of language? Anthropological Linguistics 49-2, 142-164.
- 2007. with Jeanette Sakel. Investigating the mechanisms of pattern replication in language convergence. Studies in Language 31, 829-865.
- 2005. with Leora Schiff. Spoken Israeli Hebrew revisited: Structures and variation. In: Studia Semitica. Journal of Semitic Studies Jubilee Volume. Journal of Semitic Studies Supplement 16,145-193.
- 2003/04 Layers of convergent syntax in Macedonian Turkish. Mediterranean Language Review 15, 63-86
- 2004. Romacilikanes: The Romani dialect of Parakalamos. Romani Studies 14-1: 59-109.
- 2001. Tense, aspect, and modality categories in Romani. Language Typology and Universals (STUF) 53-4, 162-180.
- 2000. Mixed languages: A functional-communicative approach. Bilingualism: Language & Cognition 3-2, 79-99
- 2000. Fusion and the cognitive basis for bilingual discourse markers. International Journal of Bilingualism. 4:4. 505-528.
- 2000. Romani migrations in the post-communist era: their historical and political significance. Cambridge Review of International Affairs 12-2, 32-50.
- 1999. Writing Romani: The pragmatics of codification in a stateless language. Applied Linguistics 20-4, 481-502.
- 1999. The state of present-day Domari in Jerusalem. Mediterranean Language Review 11, 1-58.
- 1999. Subject clitics in Sinti. Acta Linguistica Hungarica 46, 147-168.
- 1998. Deixis and deictic oppositions in discourse: evidence from Romani. Journal of Pragmatics 29-4, 393-428.
- 1998. Utterance modifiers and universals of grammatical borrowing. Linguistics 36-2, 281-331.
- 1997. Clause combining, ergativity, and coreferent deletion in Kurmanji. Studies in Language 21:3, 613-653.

### Contributi
- in corso di stampa "Contact, convergence and typology." In: Hickey, Raymond. ed. Handbook of Language Contact. Oxford: Blackwell.
- in corso di stampa "A contrast language? Re-examining linguistic hybridity in Romani." In: Elsik, Viktor. ed. Proceedings of the 7th International Conference on Romani Linguistics. Munich: Lincom.
- in corso di stampa, with Viktor Elsik, "Modality in Romani." For: Hansen, B., de Haan, F. & van der Auwera, J. eds. Modality in European languages. Berlin: Mouton.
- 2009. with Christopher White and Viktor Elsik. The RMS Database and web resource. In: Everaert, Martin & Musgrave, Simon. eds. Linguistic databases. Berlin: Mouton de Gruyter. 329-362.
- 2009. Defining the limits of grammatical borrowing. In: Marcantonio, Angela. ed. The Indo-European language family: Questions about its status (Monograph series n. 55 of Journal of Indo-European Studies).
- 2008. with Jeanette Sakel. Modelling contact-induced change in grammar. In: Stolz, Thomas, Bakker, Dik, Salas Palomo, Rosa. eds. Aspects of language contact. Berlin: Mouton de Gruyter. 63-87.
- 2007. The challenges of language codification in a transnational context. In: Molinelli, Piera, with Giuliano Bernini, Pierluigi Cuzzolin, Ada Valentini. Eds. Standard e non standard tra scelta e norma. Atti del XXX congresso della Società Italiana di Glottologia. Roma: Il Calamo. 43-54.
- 2007. Contact, connectivity and language evolution. In: Rehbein, Jochen, Hohenstein, Christiane & Pietsch, Lukas. eds. Connectivity in Grammar and Discourse. Amsterdam: John Benjamins. 51-74.
- 2007. The borrowability of grammatical categories. In: Matras, Y. & Sakel, J. eds. Grammatical borrowing in cross-linguistic perspective. 31-74.
- 2006 with Machtelt Bolkestein= Deixis and deictic functions. In: Bernini, Giuliano. ed. The pragmatic organisation of discourse. Berlin: Mouton de Gruyter.
- 2005. The classification of Romani dialects: A geographic-historical perspective. In: Halwachs, D. & Schrammel, Barbara, Ambrosch, Gerd. eds. General and applied Romani linguistics. Munich: Lincom Europa. 7-26.
- 2005. Language contact, language endangerment, and the role of the 'salvation linguist' In: Austin, Peter K. ed. Language documentation and description, Volume 3. London: Hans Rausing Endangered Languages Project. 225-251.
- 2005. The full extent of fusion: A test case for connectivity and language contact. In: Walter Bisang, Thomas Bierschenk, Detlev Kreikenbom und Ursula Verhoeven. (eds.) Kulturelle und sprachliche Kontakte: Prozesse des Wandels in historischen Spannungsfeldern Nordostafrikas/Westasiens. Akten zum 2. Symposium des SFB 295. Würzburg: Ergon Verlag. 241-255.
- 2004. Typology, dialectology and the structure of complementation in Romani. In: Kortmann, Bernd. ed. Dialectology meets typology. Berlin: Mouton. 277-304.
- 2004. The role of language in mystifying and de-mystifying Gypsy identity. In: Saul, N. & Tebbut, S. eds. The role of the Romanies. Liverpool: University of Liverpool Press. 53-78.
- 2003. Defining typical features of minor languages (with special reference to Domari). In: Sherzer, Joel & Stolz, Thomas (eds.). Minor Languages. Approaches, definitions, controversies. Bochum: Brockmeyer. 1-14.
- 2003. Mixed languages: re-examining the structural prototype. In: Bakker, P. & Matras, Y., eds. The Mixed Language debate. Berlin: Mouton de Gruyter. 151-175.
- 2002. Kurmanji complementation. Semantic-typological aspects in an areal perspective. In: Haig, Geoffrey & Matras, Y. eds. Kurdish Linguistics. Special issue of Language Typology and Universals (STUF) 54-3, 49-63.
- 2000. How predictable is contact-induced change in grammar? In: Renfrew, Colin, R. L. Trask & April McMahon, eds. Time depth in historical linguistics. Cambridge: McDonald Institute. 563-583.
- 2000. The functional and structural composition of Romani demonstratives. in: Elaík, Viktor & Matras, Y. eds. Grammatical relations in Romani: the noun phrase. Amsterdam: Benjamins.. 95-122.
- 1998. The development of the Romani civil rights movement in Germany 1945-1996. In: Tebbutt, Susan (ed.) Sinti and Roma in German-speaking society and literature. Oxford/Providence: Berghahn. 49-63.
- 1998. Convergent development, grammaticalization, and the problem of 'mutual isomorphism'. In: Boeder, Winfried, Schroeder, Christoph, Karl-Heinz Wagner (eds.) Sprache in Raum und Zeit. Tübingen: Narr. 89-103.
- 1998. The Romani element in Jenisch and Rotwelsch. in: Matras, Y. ed. The Romani element in non-standard speech. Wiesbaden: Harrassowitz.. 193-230
- 1998. Para-Romani revisited. in: Matras, Y. ed. The Romani element in non-standard speech. Wiesbaden: Harrassowitz. 1-27.
- 1997. The function and typology of coordinating conjunctions: evidence from discourse and language-contact situations. In: Butler, Chris, Connolly, John, Gatward, Richard, & Vismans, Roel (eds.) Discourse Pragmatics in Functional Grammar. Berlin: Mouton de Gruyter.177-191.
- 1997. The typology of case and case layer distribution in Romani. In: Matras, Y. Peter Bakker & Hristo Kyuchukov. eds. The typology and dialectology of Romani. Amsterdam: Benjamins. 61-94.